# Manisaspor Cycling Team/Saison 2011
Dieser Artikel listet Erfolge und Mannschaft des Radsportteams Manisaspor Cycling Team in der Saison 2011 auf.

## Erfolge in der UCI Africa Tour
| Datum      | Rennen                            | Kat. | Fahrer        |
| ---------- | --------------------------------- | ---- | ------------- |
| 1. Oktober | 2. Etappe Grand Prix Chantal Biya | 2.2  | Marek Čanecký |

## Erfolge in der UCI Europe Tour
| Datum                      | Rennen                          | Kat. | Fahrer        |
| -------------------------- | ------------------------------- | ---- | ------------- |
| 26. Mai                    | 1. Etappe Tour of Trakya        | 2.2  | Andi Bajc     |
| 27. Mai                    | 2. Etappe Tour of Trakya        | 2.2  | Gabor Kasa    |
| 5. Juni                    | 4. Etappe Tour of Isparta       | 2.2  | Recep Ünalan  |
| 14. Juni                   | 2. Etappe Serbien-Rundfahrt     | 2.2  | Gabor Kasa    |
| 1. Juli                    | 2. Etappe Tour of Cappadocia    | 2.2  | Mustafa Çarşı |
| 3. Juli                    | 4. Etappe Tour of Cappadocia    | 2.2  | Mustafa Çarşı |
| 25. August                 | 1. Etappe Tour of Victory (EZF) | 2.2  | Gabor Kasa    |
| 26. August                 | 2. Etappe Tour of Victory       | 2.2  | Jeremy Yates  |
| 8. September               | 1. Etappe Tour of Marmara       | 2.2  | Marek Čanecký |
| 30. September              | 2. Etappe Tour of Gallipoli     | 2.2  | Recep Ünalan  |
| 1. Oktober                 | 3. Etappe Tour of Gallipoli     | 2.2  | Recep Ünalan  |
| 29. September – 2. Oktober | Gesamtwertung Tour of Gallipoli | 2.2  | Recep Ünalan  |
| 7. Oktober                 | 2. Etappe Tour of Alanya        | 2.2  | Andi Bajc     |
| 8. Oktober                 | 3. Etappe Tour of Alanya        | 2.2  | Gabor Kasa    |
| 6.–9. Oktober              | Gesamtwertung Tour of Alanya    | 2.2  | Gabor Kasa    |

## Mannschaft
| Name                           | Geburtstag        | Nationalität | Team 2010            |
| ------------------------------ | ----------------- | ------------ | -------------------- |
| Ahmet Akdilek                  | 10. März 1988     | Türkei       | Neoprofi             |
| Andi Bajc                      | 14. November 1988 | Slowenien    | Zheroquadro Radenska |
| Marek Čanecký                  | 17. Juni 1988     | Slowakei     | Neoprofi             |
| Mustafa Çarşı                  | 25. November 1992 | Türkei       | Neoprofi             |
| Egemen Erçevik                 | 14. Mai 1992      | Türkei       | Neoprofi             |
| Mevlüt Erkan                   | 8. Februar 1992   | Türkei       | Neoprofi             |
| Ali Gülcan                     | 29. August 1987   | Türkei       | Neoprofi             |
| Fatih Harmanci                 | 3. März 1988      | Türkei       | Neoprofi             |
| Gabor Kasa                     | 3. Februar 1989   | Serbien      | Neoprofi             |
| Bünyamin Özdemir               | 1. September 1987 | Türkei       | Neoprofi             |
| Dean Podgornik                 | 3. Juli 1979      | Slowenien    | Loborika             |
| Timur Tascan                   | 14. April 1992    | Türkei       | Neoprofi             |
| Recep Ünalan                   | 9. April 1990     | Türkei       | Neoprofi             |
| Tadej Valjavec (bis 22. April) | 13. April 1977    | Slowenien    | AG2R La Mondiale     |
| Jeremy Yates                   | 6. Juli 1982      | Neuseeland   | Qin Cycling Team     |

## Platzierungen in UCI-Ranglisten
UCI America Tour 2011
|      | Fahrer       | Punkte |
| ---- | ------------ | ------ |
| 276. | Jeremy Yates | 8      |

UCI Europe Tour 2011
|       | Fahrer           | Punkte |
| ----- | ---------------- | ------ |
| 79.   | Gabor Kasa       | 150    |
| 225.  | Recep Ünalan     | 70     |
| 352.  | Andi Bajc        | 45     |
| 413.  | Fatih Harmanci   | 39     |
| 413.  | Marek Čanecký    | 39     |
| 441.  | Jeremy Yates     | 35     |
| 587.  | Bünyamin Özdemir | 22     |
| 650.  | Mustafa Çarşı    | 18     |
| 878.  | Ali Gülcan       | 8      |
| 1064. | Ahmet Akdilek    | 5      |
| 1064. | Dean Podgornik   | 5      |

UCI Oceania Tour 2011
|     | Fahrer       | Punkte |
| --- | ------------ | ------ |
| 14. | Jeremy Yates | 16     |